# Антинейтрон
Антинейтро́н —  електрично нейтральна елементарна частинка, маса якої дорівнює масі нейтрона (1838 електронних мас), античастинка нейтрона.
Позначається {\displaystyle {\bar {n}}}.
Спін антинейтрона, як і спін нейтрона, дорівнює 1/2, магнітний момент  (+1,9131 ядерного магнетона) такий же, як і в нейтрона. На відміну від нейтрона, напрями спіну і магнітного моменту антинейтрона однакові, а не протилежні.
Антинейтрони здатні до анігіляції з нуклонами, при якій може виділятись енергія, що дорівнює енергії спокою антинейтрона і нуклона, або виділятися π- і частково К-мезони. Існування антинейтрона було передбачено теоретично, виявлено експериментально в 1956 (О. Піччоні, США).